# Бенедикт фон Алефелдт
Бенедикт фон Алефелдт (на немски: Benedikt (Bendix) von Ahlefeldt; * 1546 в Лемкулен, Пльон; † 30 януари или юни 1606) е благородник от род Алефелдт/Алефелд от Холщайн, собственик на имението Лемкулен в района на Пльон в Шлезвиг-Холщайн.
Той е син на амтмана на Фленсбург Бертрам фон Алефелдт (1508 – 1571) и съпругата му Доротея фон Рантцау, дъщеря на Повл (Павел) Рантцау-Хоенфелде († 1521), племеница на Йохан Рантцау (1492 – 1565) и Кай Хенриксен Рантцау († сл. 1560).
Бенедикт фон Алефелдт става амтман на Щайнбург, кралски-холщайнски съветник, маршал
и носител на „Ордена Данеброг“. На 3 май 1580 г. той е награден в Копенхаген от крал Фредерик II от Дания и Норвегия с „Ордена на слона“.

## Фамилия
Бенедикт фон Алефелдт се жени 1582 г. за Олегард Рантцау (1565 – 1619), дъщеря на държавника Хайнрих Рантцау (1526 – 1598) и Кристина фон Хале (1533 – 1603). Те имат децата:
- Хенрик фон Алефелдт (* 1592, Итцехое; † 1674), женен I. на 19 януари 1630 г. за Анна фон Рантцау, II. на 7 август 1646 г. за Маргрета фон Алефелдт (1620 – 1691), имат син
- Кай фон Алефелдт (* 27 юни 1591; † 6 септември 1670), дипломат и генерал, женен I. 1619 г. за Маргарета фон Рантцау (1605 – 1647), II. 1648 г. за София фон Рантцау (1620 – 1697)
- Доротея фон Алефелдт (* 7 октомври 1583), омъжена за Детлев Зестед († пр. 1638)